# KŻ Polonia Piła
KŻ Polonia Piła – polski klub żużlowy z Piły. W latach 2012–2019 brał udział w rozgrywkach ligowych. W późniejszym czasie przestał funkcjonować.

## Historia klubu
Victoria została utworzona pod koniec roku 2006, jako reakcja kibiców na decyzje władz PKŻ Polonia o wycofaniu drużyny z rozgrywek ligowych na żużlu w roku 2007. Kibice niezadowoleni z dotychczasowej pracy pilskiego klubu żużlowego postanowili wziąć we własne ręce próbę odbudowy speedwaya w Pile.
Przed sezonem 2009 na bazie zespołów PKŻ Polonia i SŻ Victoria powołany został nowy klub – KS Speedway Polonia Piła, który w sezonie 2009 wystartował w rozgrywkach II ligi. W 2011 roku drużyna z Piły wywalczyła awans do I ligi, lecz w kolejnym sezonie nie wystartowała z powodu zadłużeń finansowych. W marcu 2012 roku odbyło się walne zebranie, na którym oficjalnie zlikwidowano stowarzyszenie Speedway Polonia Piła.
Tuż przed rozpoczęciem sezonu 2012, licencję na starty w II lidze otrzymała Victoria Piła, jednak musiała ona spłacić długi poprzedniego klubu.
Przed sezonem 2015 klub zmienił nazwę z Victoria na Polonia.
Po sezonie 2019 podjęto decyzję, że klub nie wystartuje w kolejnym sezonie z powodu problemów finansowych.
Do rozgrywek ligowych w sezonie 2022 został zgłoszony nowy klub – ŻKS Polonia Piła.

## Poszczególne sezony
| Sezon | Rozgrywki ligowe | Rozgrywki ligowe | Rozgrywki ligowe | Uwagi                                                                             |
| Sezon | Liga             | Liga             | Miejsce          | Uwagi                                                                             |
| ----- | ---------------- | ---------------- | ---------------- | --------------------------------------------------------------------------------- |
| 2012  | III              | II liga          | 3/6              |                                                                                   |
| 2013  | III              | II liga          | 5/5              |                                                                                   |
| 2014  | III              | II liga          | 4/6              |                                                                                   |
| 2015  | III              | II liga          | 2/5              | Przegrane baraże o awans                                                          |
| 2015  | III              | II liga          | 2/5              | Awans w wyniku reorganizacji rozgrywek – podjęto decyzję o połączeniu I i II ligi |
| 2016  | II               | I liga           | 5/11             |                                                                                   |
| 2017  | II               | I liga           | 5/8              |                                                                                   |
| 2018  | II               | I liga           | 7/8              | Przegrane baraże o utrzymanie                                                     |
| 2019  | III              | II liga          | 5/7              |                                                                                   |

| Poziom ligowy | Liczba sezonów | Sezony          |
| ------------- | -------------- | --------------- |
| II            | 3              | 2016–2018       |
| III           | 5              | 2012–2015, 2019 |